# سنگ‌نگاره خدمتکار ماد
سنگ‌نگاره خدمتکار ماد در تخت جمشید، سنگ‌نگاره مردی است با لباس ماد در نوروز در موزه هنر والترز در مریلند ایالات متحده آمریکا. این قطعه احتمالاً بخشی از صفی از مجسمه‌هایی بوده‌است که در دیوار داخلی پلکان غربی کاخ شاه داریوش اول (حکومت ۵۲۱–۴۸۶ ق. م) را تزئین کرده‌است.